# Brekken
Het toponiem brekken betekent zoveel als 'door het water gebroken land'. Het toponiem komt veel voor in het Friese laagveengebied, het zogenaamde 'Lage Midden'. Bijvoorbeeld de Groote Brekken bij Lemmer. Deze wateren zijn vaak door erosie, verspoeling of vervening ontstaan. Het verkavelingspatroon aan beide zijden van het water is meestal identiek, wat er ook op duidt dat het water ooit land was.

## Toponiemen met Brekken
Wateren:
- Bombrekken
- De Brekken in de gemeente Skarsterlân
- Groote Brekken (Grutte Brekken)
- Kruisbrekken (Krúsbrekken)
- Oudegaasterbrekken (Aldegeaster Brekken)
- Zwarte Brekken (Swarte Brekken)
- Vlakke Brekken (Flakke Brekken)
- Witte Brekken (Wite Brekken)

Overige toponiemen:
- Hoite Brekken, bij Tjerkgaast
- Holle Brekken bij Sloten
- De Brekken, een door de Petsloot doorsneden verland meertje, ten zuiden van Driesum
- De Kleine Brekken, een polder ten noorden van de Groote Brekken.
- De Kleine Brekken, een voormalige polder ten zuiden van de Groote Brekken.
- De Brekken, een wijk van Lemmer, gelegen in de voormalige polder Kleine Brekken.
- De Brekken, een wijk van Sneek, vlak bij de Witte- en Zwarte Brekken.